# セルギウス4世 (ローマ教皇)
セルギウス4世（Sergius IV、? - 1012年5月12日）は、ローマ教皇（在位：1009年7月31日 - 1012年5月12日）。
ローマにて生まれたとされる。名はピエトロ・マルティーノ・ボッカペコラ (Pietro Martino Boccapecora) 。生年は未詳。教皇就任に際してはセルギウス4世を冠した。セルギウス4世をして就任時に実名と異なる名を用いた最初の教皇とすることがある。ただしヨハネス2世（在位：533年 - 535年、名はメルクリウス）ないしアガペトゥス1世（在位：535年 - 536年）がこの伝統の最初である可能性もある。
ピエトロ・ボカペコラはローマ在住の靴職人（父の名もおそらくピエトロ）の子として生まれる。貧しい家に生まれたにもかかわらず、ピエトロは教会組織の中で才能を発揮し、迅速に地位を昇格していった。1004年にアルバーノ司教となる。教皇ヨハネス18世の退位を受けて新教皇に選出され、セルギウス4世を名乗った。
セルギウス4世の権力は、当時ローマを支配していたクレッシェンティウス3世によってしばしば薄らいだものにされた。幾人かの歴史家は、セルギウス4世は本質的にクレッシェンティウス3世の傀儡だったとしている。しかし別の歴史家は反対の意見を示してもいる。というのも、セルギウス4世がローマの反クレッシェンティウス派閥から政治的な後援を受けていた証拠があるからだという。
セルギウス4世が発布したとされる公文書類には、ローマ市を飢餓から救う措置についてや、司教の監督から一部の修道院を控除することなどが含まれる。そして、ファーティマ朝カリフのハーキムによって1009年に聖墳墓教会が破壊された聖地をイスラム教徒の手から奪還することを宣言した教皇勅書も発布している。この教皇勅書は、エルサレム遠征を正当化するための手助けとして、おそらく第一次十字軍の頃に創作されたものだと一部の歴史家らから指摘されている。ただし最近の研究では、この教皇勅書を真性であるとする強い意見もある。
セルギウス4世は1012年5月12日に死去した。ベネディクトゥス8世がその後継となる。セルギウスの死については殺害されたのではないかという疑いが持たれている。というのも、セルギウスのパトロンであったクレッシェンティウス3世が死して1週間たたないうちに死んだからである。セルギウス4世はラテラノ大聖堂に埋葬される。またしばしばベネディクト会士から聖人として崇敬されることもある。